# Залог под Свето Тројицо
Залог под Свето Тројицо (словен. Zalog pod Sveto Trojico) је насељено место у општини Домжале, Средњесловенска регија, Словенија.

## Историја
До територијалне реорганизације у Словенији био је у саставу старе општине Домжале.

## Становништво
У попису становништва из 2011. године, Залог под Свето Тројицо је имао 98 становника.
| Број становника према пописима | Број становника према пописима | Број становника према пописима |
| ------------------------------ | ------------------------------ | ------------------------------ |
| 1991                           | 2002                           | 2011                           |
| 61                             | 63                             | 98                             |

Напомена: Од 1955. до 1992. године исказивано под именом Залог под Тројицо када му се враћа старо име.